# Hyalurgus atra
Hyalurgus atra är en tvåvingeart som först beskrevs av Townsend 1919.  Hyalurgus atra ingår i släktet Hyalurgus och familjen parasitflugor. Inga underarter finns listade i Catalogue of Life.